# Batman: A sárkány lelke
A Batman: A sárkány lelke (eredeti cím: Batman: Soul of the Dragon) 2021-ben bemutatott amerikai 2D-s számítógépes animációs szuperhősfilm, amelyet Sam Liu rendezett.
Amerikában 2021 január 12-én jelent meg online, 2021. január 26-án pedig Blu-rayen és DVD-n is kiadták. Magyarországon 2023. szeptember 1-én mutatta be az HBO Max, míg az HBO-n 2023. szeptember 2-án adták le.

## Szereplők
| Szerep               | Eredeti hang       | Magyar hang[forrás?] |
| -------------------- | ------------------ | -------------------- |
| Batman / Bruce Wayne | David Giuntoli     | Papp Dániel          |
| Richard Dragon       | Mark Dacascos      | Bozsó Péter          |
| Lady Shiva           | Kelly Hu           | Tóth Szilvia Lilla   |
| Ben Turner           | Michael Jai White  | Varga Rókus          |
| Jade Nguyen          | Jamie Chung        | Urbán-Szabó Fanni    |
| Rip Jagger           | Chris Cox          | Lukács Dániel        |
| Schlangenfaust       | Robin Atkin Downes | Seder Gábor          |
| Jeffrey Burr         | Josh Keaton        | Zöld Csaba           |
| O-Sensei             | James Hong         | Szabó Endre          |
| Baltás Banda vezére  | Eric Bauza         |                      |
| Lady Eve             | Grey Griffin       | Sipos Eszter Anna    |
| Silver St. Cloud     | Erica Luttrell     | Ligeti Kovács Judit  |
| Kígyó király         | Patrick Seitz      |                      |

### Magyar változat
- Magyar szöveg: Imri László
- Hangmérnök: Büki Marcell
- Vágó: Kránitz Bence
- Gyártásvezető: Kablay Luca
- Szinkronrendező: Stern Dániel
- Produkciós vezető: Dallos Miklós

A szinkront az HBO megbízásából a Iyuno Hungary készítette.